# Peč
Peč är en ort i Tjeckien.   Den ligger i regionen Södra Böhmen, i den centrala delen av landet, 130 km sydost om huvudstaden Prag. Peč ligger 483 meter över havet och antalet invånare är 391.
Terrängen runt Peč är huvudsakligen platt, men västerut är den kuperad. Peč ligger nere i en dal. Runt Peč är det ganska tätbefolkat, med 93 invånare per kvadratkilometer. Närmaste större samhälle är Dačice, 4,2 km nordost om Peč. Trakten runt Peč består till största delen av jordbruksmark.